# Crime Writers' Association
De Crime Writers Association is een Britse auteursvereniging en werd in 1953 opgericht door John Creasey. Robert Richardson bekleedt het voorzitterschap van de vereniging, die ongeveer 450 leden telt.
Het lidmaatschap staat open voor iedere auteur die minimaal één misdaadroman heeft gepubliceerd bij een bonafide uitgever (of ter beoordeling van een ballotagecommissie). De vereniging stimuleert het onderlinge contact tussen auteurs en organiseert sociale bijeenkomsten. Daarnaast ondersteunt de vereniging schrijversgroepen, festivals en literaire bijeenkomsten met auteurs.

## Onderscheidingen
De vereniging kent jaarlijks prestigieuze onderscheidingen toe. De onderscheidingen staan bekend als Daggers.
Van 1955 tot 1959 werd de Crossed Red Herring Award uitgereikt voor de beste misdaadroman van het jaar, waarna de onderscheiding werd omgedoopt tot de Gold Dagger. Tegenwoordig staat deze onderscheiding bekend als de Duncan Lawrie Dagger met een geldprijs van £20.000 en tevens de grootste prijs voor misdaadfictie ter wereld.
- Duncan Lawrie International Dagger, voor de beste misdaadroman vertaald in het Engels (£5000 voor de auteur en £1000 voor de vertaler)
- CWA Ian Fleming Steel Dagger, voor de beste Avontuur- en/of actiethriller thriller geschreven in de stijl van James Bond. De onderscheiding wordt gesponsord door Ian Fleming Publications Ltd.
- CWA Gold Dagger for Non-Fiction, voor de beste non-fictieroman. De onderscheiding Wordt elk even jaar toegekend.
- CWA New Blood Dagger, een onderscheiding voor het eerste boek door een auteur die nog niet heeft gepubliceerd.
- Dagger in the Library, een onderscheiding voor de meest uitgeleende misdaadroman door de gezamenlijke Britse bibliotheken.
- Cartier Diamond Dagger, een oeuvreprijs.